# 桑朗县
桑朗县（英語：Siang district）是印度阿鲁纳恰尔邦的一个县。该县位于中印争议的“藏南地区”中，中华人民共和国不承认印度对其主权，行政区划上划归西藏自治区管辖。
2014年11月24日，析出东桑朗县及少部分西桑朗县辖境，新设桑朗县。该县居民主要为珞巴族阿迪人，2001年人口14万人，首府暂定为潘金（Pangin）。 

## 语言
新成立的该县居民全部都是珞巴族阿迪人，讲阿迪语（属藏缅语系），书面阿迪语有藏文及拉丁字母两种形式。